# كارلوس سبيغازيني (مدينة)
كارلوس سبيغازيني (بالإسبانية: Carlos Spegazzini (city))‏ هي منطقة سكنية تقع في الأرجنتين في Ezeiza Partido. يقدر عدد سكانها 526,753 كم2 .

## أعلام
- خيسوس داتولو